# Melissa James Gibson
Melissa James Gibsonová (narozena 1970?) je kanadská dramatička, která žije v New Yorku.

## Život
Narodila se jako dcera politika Gordona Gibsona a jeho manželky, novinářky Valerie. Vyrůstala v North Vancouveru. Vystudovala Kolumbijskou univerzitu a Yale School of Drama kde získala titul Master of Fine Arts jako dramatička. Pracovala pro La Jolla Playhouse v San Diegu a Adirondack Theatre Festival. Získala stipendia od Jerome Foundation a MacDowell Colony.
Charles Isherwood, divadelní kritik deníku The New York Times napsal, že svou hrou This se vyšvihla do nejvyšší divadelní ligy se svou krásně pojatou s jistotou provedenou a zcela přístupnou prací.

## Ocenění
- 2002 Obie Award, Kesselring Prize, cena za nejlepší hru roku 2001 za [sic][4]
- 2002 Whiting Award[3]
- 2007 Guggenheimovo stipendium (Guggenheim Fellowship)[5]
- 2011 Steinberg Playwright Award[6]

a další stipendia a ceny.

## Dílo
- God's Paws (Boží Tlapky, 1993),
- Nuda Veritas, (1994),
- Given Fish (1995),
- Six Fugues (1995),
- [sic], (1997), premiéra: New York, Soho Rep (2001),
- Brooklyn Bridge, hudba: Barbara Brousal (2001),
- Suitcase, or Those That Resemble Flies From A Distance, Soho Rep, (2004),
- Current Nobody, Woolly Mammoth Theatre Company, DC, (2007),
- This, Playwrights Horizons, (2009).[8], kanadská premiéra: Vancouver Playhouse Theatre Company, leden 2011, režie: Amiel Gladstone,
- What Rhymes With America, Atlantic Theater Company (2012),
- Placebo, Playwrights Horizons (2015).

### Uvedení v Česku
- Melissa James Gibson: [sic] : Komorní hra pro tři. Hra s jazykem, hra se slovy, hra jako způsob existence, hra jako možnost. Dejvické divadlo, režie: Lukáš Hlavica, hráli: Tatiana Vilhelmová, Ivan Trojan, David Novotný, premiéra: 28. února 2003, derniéra: 5. května 2005[9]